# Franz Alexander Pösinger

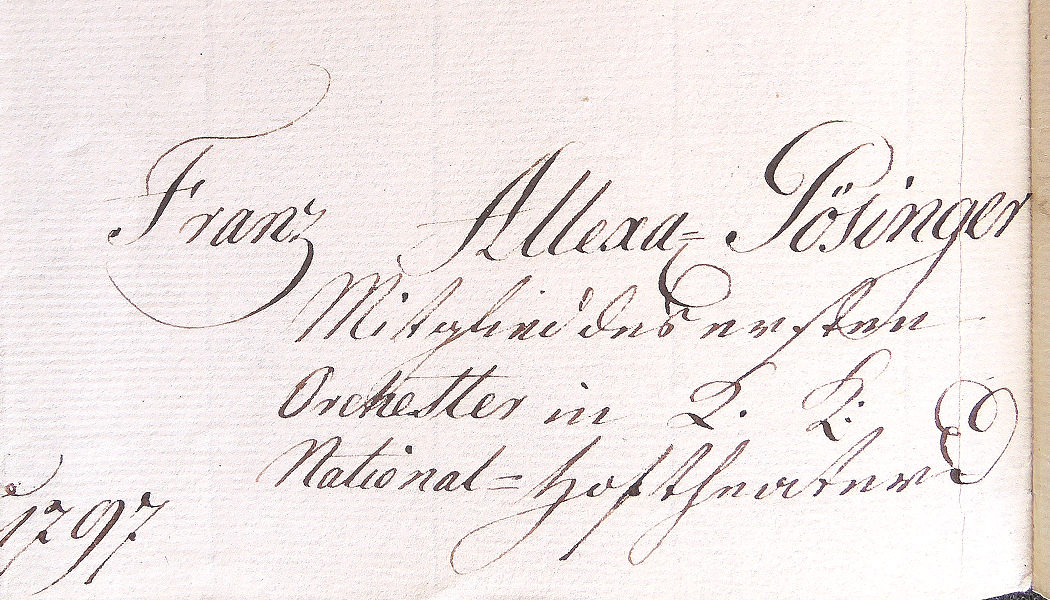
Franz Alexander Pösingers Unterschrift im Jahr 1797

Franz Alexander Pösinger (* 17. Dezember 1766 in Wien; † 19. August 1827 ebenda) war ein österreichischer Violinist, Arrangeur und Komponist.

## Leben
Pösinger lebte in Wien und spielte Viola in der Wiener Hofmusikkapelle. Besonders erfolgreich war er als Arrangeur zeitgenössischer Werke. In einer Zeit, in der es noch nicht wie heute möglich war, erfolgreiche Musikstücke zu reproduzieren und jederzeit zu Hause abzuspielen, bestand in vielen Haushalten Interesse daran, Bearbeitungen dieser Werke zu erwerben, die im kleinen Kreis, mit vorhandenen Instrumenten, gespielt werden konnten.
So verfasste Pösinger unter anderem Streichquartett-Bearbeitungen von Ludwig van Beethovens Sinfonien und anderer Werke zeitgenössischer Komponisten, darunter mehrere Opernbearbeitungen für Streichquartett. Die Mehrzahl seiner Kompositionen gehören überwiegend zum Genre der Kammermusik.

## Werkauswahl
- 3 Streichquintette Op. 3
- Trio concertante für Flöte, Violine und Viola Op. 7
- Violinkonzert Op. 9 (1805)
- Trio in F-dur für Oboe, Viola und Violoncello Op. 16
- 3 Flöten Quartette Op. 17
- 3 Konzertante Duos für 2 Violinen, Op. 20
- Trio in D-dur Op. 28 für Flöte, Viola und Horn
- Trio (Serenata in Trio) Op. 36
- 3 Streichtrios Op. 37
- 3 Streichtrios Op. 43
- Streichquartett G-Dur Op. 45
- 6 Streichquartette Op. 49